# Imaculada Conceição dos Veneráveis
A Imaculada Conceição dos Veneráveis ou a Imaculada Conceição de Soult (o título original em espanhol é La Inmaculada Concepción de los Venerables) é uma pintura a óleo do artista espanhol Bartolomé Esteban Murillo. Este quadro foi confiscado pelo marechal francês Soult, em 1813, e levado para França, tendo sido comprado pelo Louvre em 1852. Foi devolvido a Espanha e está exposto no Museu do Prado, em Madrid, desde 1941. 

## Origem
Segundo Juan Agustín Ceán Bermúdez, o trabalho foi encomendado a Murillo por Justino de Neve (1625-1685). De Neve era um cónego da Catedral de Sevilha e presidente eclesiástico do Hospital dos Veneráveis, em Sevilha . A pintura seria destinada à sua coleção pessoal, mas Justino de Neve doou-a para a capela do hospital em 1686. A crença na Imaculada Conceição estava em ascensão em Espanha desde o século XVI, e o país se tornou seu principal defensor e lutou para que a tese da conceição sem pecado fosse reconhecida como dogma oficial da Igreja Católica, o que acabou por acontecer em 1854. A Imaculada Conceição tornou-se um símbolo cultural muito importante desse período, fazendo com que fosse o tema de muitas obras de arte.
Em 1813, durante as invasões napoleónicas da Guerra Peninsular, a pintura foi confiscada pelo marechal Jean-de-Dieu Soult e levada para França. Soult deixou para trás a moldura da pintura, que permanece no hospital até hoje. A pintura permaneceu na posse de Soult até à sua morte, em 1851. É por este motivo que este quadro é mais conhecido como a "Imaculada de Soult".
O quadro foi leiloado em 1852 e adquirido pelo Museu do Louvre por 615.300 francos; supostamente, a maior quantia paga até então por uma pintura. A Imaculada de Soultesteve exposta ao público no museu até 1941, tendo sido retirada porque a arte de Murillo deixou de estar na moda. O governo francês, durante o regime de Vichy,aceitou devolver o quadro a Francisco Franco, em conjunto com a Dama de Elche e várias peças do Tesouro de Guarrazar. Em troca, o Museu do Prado, cedeu ao Louvre o Retrato de Mariana da Áustria por Diego Velázquez. Em 1981, Antonio Fernández Sevilla, o especialista em restauração do Prado, realizou uma cuidadosa restauração superficial da Imaculada Conceição de Los Venerables, para a sua participação numa exposição dedicada a Murillo. Em 2007, concluiu-se uma restauração mais profunda.

## Descrição
Murillo pintou cerca de duas dúzias de versões da Imaculada Conceição, possivelmente, um recorde entre os pintores espanhóis da época. Na maior parte das suas versões, a Virgem Maria aparece vestida com uma túnica branca e um manto azul, com as mãos cruzadas sobre o peito, uma lua crescente aos pés e os olhos erguidos para o céu. A Imaculada Conceição dos Veneráveis destaca-se pelo seu ar triunfante. Murillo conseguiu este efeito pelo uso da luz, que surge do canto inferior direito em direção ao canto superior esquerdo, criando uma sensação de movimento ascendente. Esta dinâmica, e o simbolismo associado às nuvens e aos anjos que cercam a figura da Virgem, criam uma associação visual ao tema da assunção de Maria, relacionando a sua pureza à sua condição de mãe de Jesus Cristo, o que nos transporta para o tema do quadro. Nesta composição, Murillo evitou vários elementos tradicionais da iconografia da Virgem, tais como a Torre de David, o «hortus conclusus» ou as palmeiras e ciprestes, possivelmente porque tais símbolos já estavam presentes na moldura original da pintura no Hospital dos Veneráveis, como descrito por Fernando de la Torre Farfán no século XVIII. 